# Pimelea trichostachya
Pimelea trichostachya är en tibastväxtart som beskrevs av John Lindley. Pimelea trichostachya ingår i släktet Pimelea och familjen tibastväxter. Inga underarter finns listade i Catalogue of Life.